# Box-Club 72 Braunschweig
Der Box-Club 72 Braunschweig e. V. ist ein 1972 gegründeter Box-Sportverein in Braunschweig.

## Geschichte
Der Box-Club 72 ging aus der aufgelösten Boxabteilung des SV Süd Braunschweig hervor. Zusammen mit der Boxabteilung des BAC Wolfenbüttel wurde die KG Braunschweig/Wolfenbüttel gebildet. 
Im Jahr 2006 musste das damalige Zweitliga-Team aufgrund finanzieller Probleme zurückgezogen werden. 
Cheftrainer ist seit Januar 2018 Patrick Rokohl. Der Verein hat neben Boxen noch weitere Sparten wie Walking, Damengymnastik, Rückenschule und Hockergymnastik im Angebot.

## Erfolge
Neben der Meisterschaft in der Oberliga konnten diverse Erfolge in der ersten und zweiten Box-Bundesliga gefeiert werden.